# 除斥期間
除斥期間（じょせききかん）とは、法律関係を速やかに確定させるため、一定期間の経過によって権利を消滅させる制度。「時の壁」、「時間の壁」とも呼ばれる。

## 概説

### 趣旨
継続した事実状態の尊重をその趣旨とする時効制度に対して、除斥期間は権利関係の速やかな確定をその趣旨とする。
権利行使について条文上一定の期間が定められている場合、消滅時効ではなく除斥期間の規定であると解されるものがある。除斥期間は、民法はもとより、その他の法律にも明文規定の存在しない制度であり、あくまで解釈上認められている概念である。
権利の行使期間を定めるものとして消滅時効と類似する制度であるが、両者には#消滅時効との比較にあるような差異が認められている。

### 消滅時効との比較
法律関係を速やかに確定させるという制度趣旨から除斥期間と消滅時効とは以下のような差異があるとされている。
- 除斥期間には、中断は認められない[4]。
- 除斥期間には、原則として、停止がない。
- 除斥期間を経過している事実があれば、裁判所は当事者が援用しなくても、それを基礎に権利消滅を判断しなければならない[5]。
- 除斥期間は、権利発生時から期間が進行する（起算点）（消滅時効は権利行使が可能となった時点から期間が進行する）。
- 除斥期間には、遡及効が認められない。

## 日本法
- 民法について以下では、条数のみ記載する。

### 消滅時効との区別
消滅時効と除斥期間には差異があることから、条文上で定められている権利行使の期間制限が消滅時効を定めたものか除斥期間を定めたものか判断する必要がある。
条文の文言について見ると、消滅時効の場合、建前としては条文上「時効によって」となっているとみられるが、126条後段などでは前段の規定に続いて「同様とする」となっており時効期間とも除斥期間ともとれるため必ずしも明瞭ではない。そのため権利の性質と規定の実質に従って判断すべきとされる。一方、権利の性質という見地からみて、意思表示があれば法的効果を生じる形成権では権利不行使という事実状態を観念できないことから、形成権（取消権や解除権など）では除斥期間だけが認められると解する見解もある。この見解によると、条文の構造が似ていても、126条では条文の文字にかかわらず前段も後段も除斥期間であることになる。
以上のような理由から、法令で定められている権利の行使期間について、それが消滅時効の時効期間を定めたものか、あるいは除斥期間を定めたものか解釈が分かれる場合がある。

### 除斥期間について問題となる条文
除斥期間について定めたものではないかとみられる民法上の主な条文には以下に掲げるようなものがある。なお、学説は一様ではなく条文ごとに除斥期間ではなく消滅時効を定めた規定であるとする学説が存在している条文もあるので注意を要する。
- 取消権の行使
取消権は、追認をすることができる時から5年間行使しないときは、時効によって消滅する（126条前段）。
「時効によって」という文言から時効期間を定めたものとする学説と形成権には除斥期間のみが認められるとする学説[5]があり解釈が分かれる。
取消権は、法律行為の時から20年を経過したときは、消滅する（126条後段）。
- 即時取得の盗品又は遺失物の回復（193条）
盗難又は遺失の時から2年間、占有者に対してその物の回復を請求することができる。
- 動物の飼主の回復請求（195条） 
その動物が飼主の占有を離れた時から1箇月以内に請求しなければならない。
- 占有の訴えの提起期間（201条）
1年以内に提起しなければならない。
- 不適齢者の婚姻の取消し（745条）
適齢者は、適齢に達した後、なお3箇月間は、その婚姻の取消しを請求することができる。
- 再婚禁止期間内にした婚姻の取消し（746条）
前婚の解消若しくは取消しの日から6箇月を経過し、又は女が再婚後に懐胎したときは、その取消しを請求することができない。
- 詐欺又は強迫による婚姻の取消し（747条2項）
取消権は、当事者が、詐欺を発見し、若しくは強迫を免れた後3箇月を経過し、又は追認をしたときは、消滅する。
- 詐欺又は強迫による縁組の取消し（808条1項・747条2項）
取消権は、当事者が、詐欺を発見し、若しくは強迫を免れた後6箇月を経過し、又は追認をしたときは、消滅する。
- 協議上の離縁（812条・747条2項）
取消権は、当事者が、詐欺を発見し、若しくは強迫を免れた後6箇月を経過し、又は追認をしたときは、消滅する。
- 被後見人の財産等の譲受けの取消し（866条2項・126条後段）
取消権は、法律行為の時から20年を経過したときは、消滅する。
- 未成年被後見人の財産等の譲受けの取消し（867条・866条2項・126条後段）
- 未成年被後見人と未成年後見人等との間の契約等の取消し（872条2項・126条後段）
- 相続回復請求権（884条後段）
相続人又はその法定代理人が相続権を侵害された事実を知った時から5年間行使しない場合または相続開始の時から20年を経過したとき消滅する。
- 遺留分侵害額請求権の期間の制限（1048条）

なお、除斥期間と解釈されてきたものの中には民法の一部を改正する法律（平成29年法律第44号）によって性質が変更されたものがある（詐害行為取消権の期間の制限や不法行為による損害賠償請求権の期間の制限など）。

### 詐害行為取消権の期間制限の出訴期限への変更
詐害行為取消権の期間の制限（426条後段）に定める期間20年については、時効期間か除斥期間か争いがあったが、民法の一部を改正する法律（平成29年法律第44号）により10年に短縮され出訴期限とされた。

### 不法行為による損害賠償請求権の期間制限の時効期間への変更
不法行為による損害賠償請求権の期間の制限（724条後段）に定められた「不法行為の時から20年を経過したとき」の20年の期間について判例は除斥期間と解釈してきたが、民法の一部を改正する法律（平成29年法律第44号）でこの条文は変更され時効期間と明記された。

#### 民法改正前の判例
不法行為の時から20年を経過したときの20年の期間について判例は除斥期間と解釈してきた。
- 除斥期間の性質をもつとする判例
  - 最高裁判所第一小法廷判決1989年（平成元年）12月21日[8]

724条後段の不法行為に基づく損害賠償請求権に関する20年の期間制限は除斥期間であり、当事者が援用しなくても裁判所は請求権が消滅したものとして判断すべきである。そのため、除斥期間の適用に関する信義則違反又は権利の濫用の主張は、その主張自体失当である。（斜体部分については後述も参照）

しかし、除斥期間と解釈すると被害者の相続人が被害者の死亡を知らないまま20年が経過した場合など保護されず不都合である。除斥期間の性質から生じる不合理性を回避するため次のような解釈が判例で示されてきた。
- 除斥期間の進行の停止に関する判例
  - 最高裁判所第二小法廷判決1998年（平成10年）6月12日[9]

724条（不法行為による損害賠償請求権の期間の制限）の20年の期間制限について158条（未成年者又は成年被後見人と時効の停止）の法意から期間延長を認めた判例（最判平10・6・12民集52巻4号1087頁）[4]。
不法行為の被害者が不法行為の時から20年を経過する前6箇月内において右不法行為を原因として心神喪失の常況にあるのに法定代理人を有しなかった場合において、その後当該被害者が禁治産宣告（現在の成年後見開始決定）を受け、（成年）後見人に就職した者がその時から6箇月内に右不法行為による損害賠償請求権を行使したなど特段の事情があるときは、158条の法意に照らし、724条後段の効果は生じない。
  - 最高裁判所第三小法廷判決2009年（平成21年）4月28日「足立区女性教諭殺害事件」[10]

26年前に失踪した女性が、加害者の自首により26年後に遺体が発見され殺害が判明した事案で、死亡の事実を知りえない状況を殊更に加害者に作出され、相続人がそのような事実を知ることが出来ず、相続人が確定できないまま20年が経過した場合に、その後相続人が確定した時から6ヶ月以内に、損害賠償請求をしたときは、160条の法意に従い、特段の事情があり、除斥期間の効果は生じず、相続人が確定した時から6月経過するまで時効は完成しないとした。

- 除斥期間の起算点に関する判例
  - 熊本地方裁判所判決2001年（平成13年）5月11日「らい予防法違憲国家賠償訴訟」

違法行為終了時において、人生被害を全体として一体的に評価しなければ、損害額の適正な算定ができない。本件において、除斥期間の起算点となる「不法行為ノ時」は、らい予防法廃止時（平成8年4月1日）と解するのが相当である。
  - 最高裁判所第三小法廷判決2004年（平成16年）4月27日「三井鉱山じん肺訴訟」[11]

民法724条後段所定の除斥期間は，不法行為により発生する損害の性質上、加害行為が終了してから相当の期間が経過した後に損害が発生する場合には、当該損害の全部又は一部が発生した時から進行する。
  - 最高裁判所第二小法廷判決2004年（平成16年）10月15日「関西水俣病訴訟」[12]

水俣病による健康被害につき、患者が水俣湾周辺地域から転居した時点が加害行為の終了時であること、水俣病患者の中には潜伏期間のあるいわゆる遅発性水俣病が存在すること、遅発性水俣病の患者においては水俣病の原因となる魚介類の摂取を中止してから4年以内にその症状が客観的に現れることなど判示の事情の下では、上記転居から4年を経過した時が724条後段所定の除斥期間の起算点。
  - 最高裁判所第二小法廷判決2006年（平成18年）6月16日「北海道B型肝炎訴訟」[13]

乳幼児期に受けた集団予防接種によって、B型肝炎ウイルスに感染しB型肝炎を発症したことによる損害につき、B型肝炎を発症した時が、724条後段所定の除斥期間の起算点となるとされた事例。

#### 民法改正による変更
判例は「不法行為の時から20年を経過したとき」（旧724条後段）の性質について除斥期間と解釈しながらも、被害者の相続人が被害者の死亡を知らずに20年が経過した場合のように不都合な結論が生じることを避けるため民法160条の法意などで対応してきた。しかし、このような救済方法には限界があり、被害者の相続人が被害者の死亡を知らずに20年が経過した場合の例では相続人確定後6か月以内に訴訟提起等が必要になるなど酷であるという指摘があった。そのため民法の一部を改正する法律（平成29年法律第44号）の新724条は20年の期間の性質が時効期間であることを明記した。
なお、旧161条（天災等による時効の停止）は除斥期間にも類推適用すべきとする議論があった。新161条（天災等による時効の完成の猶予）は時効の完成が猶予される期間を2週間から3か月に延長した。

#### 最高裁令和6年7月3日大法廷判決による判例変更
前掲した最高裁判所第一小法廷判決1989年（平成元年）12月21日においては、裁判所は、当事者の主張にかかわらず、民法724条後段の除斥期間の経過を理由に請求権が消滅したと判断するものとされ、当事者による信義則違反又は権利の濫用の主張はその主張自体失当であると解されてきた。しかし、最高裁判所大法廷判決2024年（令和6年）7月3日においては、一定の障害を有する者に強制的に不妊手術を受けさせることを可能としていた旧優生保護法の被害者による国家賠償請求訴訟に関し、同法を憲法違反と判断した上で、前記判例を維持し、国がその損害賠償責任を免れるのは到底容認することができないため、除斥期間の適用には当事者の主張が必要であり、その主張が著しく正義・公平の理念に反し、到底容認することができない場合は、除斥期間の適用の主張が信義則違反又は権利の濫用として許されないと判断することが可能であるとし、1989年判例等を変更した。